# 拉合尔警察培训中心袭击事件
拉合尔警察培训中心袭击事件是2009年3月30日发生于巴基斯坦旁遮普省首府拉合尔一个警察培训中心的恐怖袭击事件。该警察培训中心共有400多名受训学员，事发当天正在进行常规训练。当天上午7时30分，至少10名蒙面的恐怖分子向该培训中心发动袭击，他们先在培训中心的大门投掷手榴弹，随后分成多个3至4人的小组，用步枪向人群扫射。袭击者后来劫持了多名警察，并在院内占据有利地形与警方交火。巴基斯坦政府随即调集特种部队、准军事部队和警察，以及军用直升机前住支援。经过8小时激烈交火，巴基斯坦军警将袭击者逼至大楼顶层，最终控制局面。在交火中，共有8名恐怖分子被打死，另有6名嫌疑人被捕。经审讯，其中一名犯罪嫌疑人为阿富汗人。在该起袭击事件中，共有40人死亡、80人受伤。
巴基斯坦塔利班头目迈赫苏德声称他策划了这次袭击事件。他说拉合尔的行动是对巴基斯坦政府支持美国打击巴基斯坦和阿富汗边境部落地区的塔利班激进分子进行的报复。